# 伯克利地星
伯克利地星是一種不可食用的蘑菇，属於地星属。儘管是一種非常罕見的蘑菇，但它具有廣泛的地理分佈，在北歐和東歐都有記錄，例如奥地利、捷克共和国、丹麦、爱沙尼亚、芬兰、英国、匈牙利、荷兰、波兰， 斯洛伐克、西班牙、瑞典和土耳其，以及東亞部分地区，例如中国和日本。 該物種曾被認作在波蘭已經滅絕，直到人們發現它生長在Chęciny附近的保護區中。伯克利地星与其他地星屬物種的區別在于其内膜上發現的草酸钙晶体呈扁平雙錐體形状。

## 外部連結
- 伯克利地星在Index Fungorum中的資訊